# 55e Legerkorps (Wehrmacht)
Het Duitse 55e Legerkorps (Duits: Generalkommando LV. Armeekorps) was een Duits legerkorps van de Wehrmacht tijdens de Tweede Wereldoorlog. Het korps vocht alleen aan het oostfront, eerst in het zuiden, later in het midden en uiteindelijk in Oost-Pruisen.  

## Krijgsgeschiedenis

### Oprichting
Het 55e Legerkorps werd opgericht op 6 januari 1941 in Wehrkreis V.

### 1941
Het korps bleef in eerste instantie in Duitsland en werd in april 1941 verplaatst naar het Generaal-gouvernement. Het korps werd als voorbereiding op Operatie Barbarossa op 29 april onder bevel gesteld van het 6e Leger. Op 22 juni rukten de mobiele troepen van  Heeresgruppe Süd op door Wolynië. Het was de taak van het korps (met de 57e, 75e, 168e en 298e Infanteriedivisies) om de overgang over de Boeg bij Sokal te bereiken, waarbij de 57e Infanteriedivisie ten noorden van Perespa in de strijd kwam. Uiteindelijk werd de Boeg bij Khorobrowo overgestoken. De 168e Infanteriedivisie volgde samen met het 29e Legerkorps (111e en 299e Infanteriedivisies) de opmars van het 48e Gemotoriseerde Korps. Oprukkend richting Doebno, werd het korps gestopt 10 km ten noordoosten van Beresteczko door Sovjet-tegenaanvallen. De 75e Infanteriedivisie ging via Smordwa richting Wolkowyje-Sudobicze. Het korps nam ook deel aan een van de grootste tankslagen aan het oostfront, de tankslag bij Dubno-Luzk-Rivne, van 23 tot 30 juni 1941. Eind juni vestigde het korps een bruggenhoofd ten westen van Zalesze over de Ikwa. De tijdelijk onder bevel zijnde 111e Infanteriedivisie verdedigde zich in bosgebieden ongeveer 12 km ten noorden van Kremieniec. Op 3 juli bereikte het korps de Horyn aan beide zijden van Jampol. Samen met het 44e Legerkorps trok het korps op als de zuidelijke groep van het 6e Leger, was op 6 juli rond Teofipol-Kuzmincy en een paar dagen later in het gebied ten noordwesten van Starokonstantynow. Medio juli werd het korps tijdelijk gestopt ten noorden van Berdytsjiv doordat het 51e Legerkorps bij Korosten zware Sovjet-aanvallen moest afslaan. De opmars ging pas verder nadat Panzergruppe 1 bij Zhitomir doorbrak naar de Dnjepr ten zuiden van Kiev. Op 23 juli werd met de 57e en 295e Infanteriedivisies de Irpen ten noordwesten van Belgorodka bereikt. Op 30 juli kreeg het korps tijdelijk het commando over de 299e Infanteriedivisie rond Golaja-Maidanowka. Midden augustus, midden in de strijd om de Kiev-pocket, werd het korps richting Dnjepr verplaatst. Heeresgruppe Süd beval de aanval van het 17e Leger vanuit het bruggenhoofd nabij Krementsjoek naar het noorden. Voor de opbouw van  het nieuwe front bij Poltava werd het net bij Radomyshl vrijgekomen 55e Legerkorps vanaf het 6e Leger aangetrokken. Het korps werd rond Rshischtschew-Tripolje achter het 11e Legerkorps (links) en het 51e Legerkorps (rechts) opgesteld en vervolgens achter het 17e Leger aan naar de andere oever van de Dnjepr gedirigeerd. Op 3 september 1941 waren het korps voor deze nieuwe taak, de 9e, 57e en 295e Infanteriedivisies toegewezen. Begin oktober werd de opmars vanuit Poltava naar het noordoosten weer hervat. Nieuw daarbij waren de 100e en 101e Lichte Divisies. Op 22 oktober 1941 lukte korps twee bruggenhoofden over de rivier Oedy te vormen. Deze bevonden zich een paar kilometer ten zuidwesten en ten zuiden van Charkov, verdedigd door het 38e Sovjet-leger (generaal Maslow). 

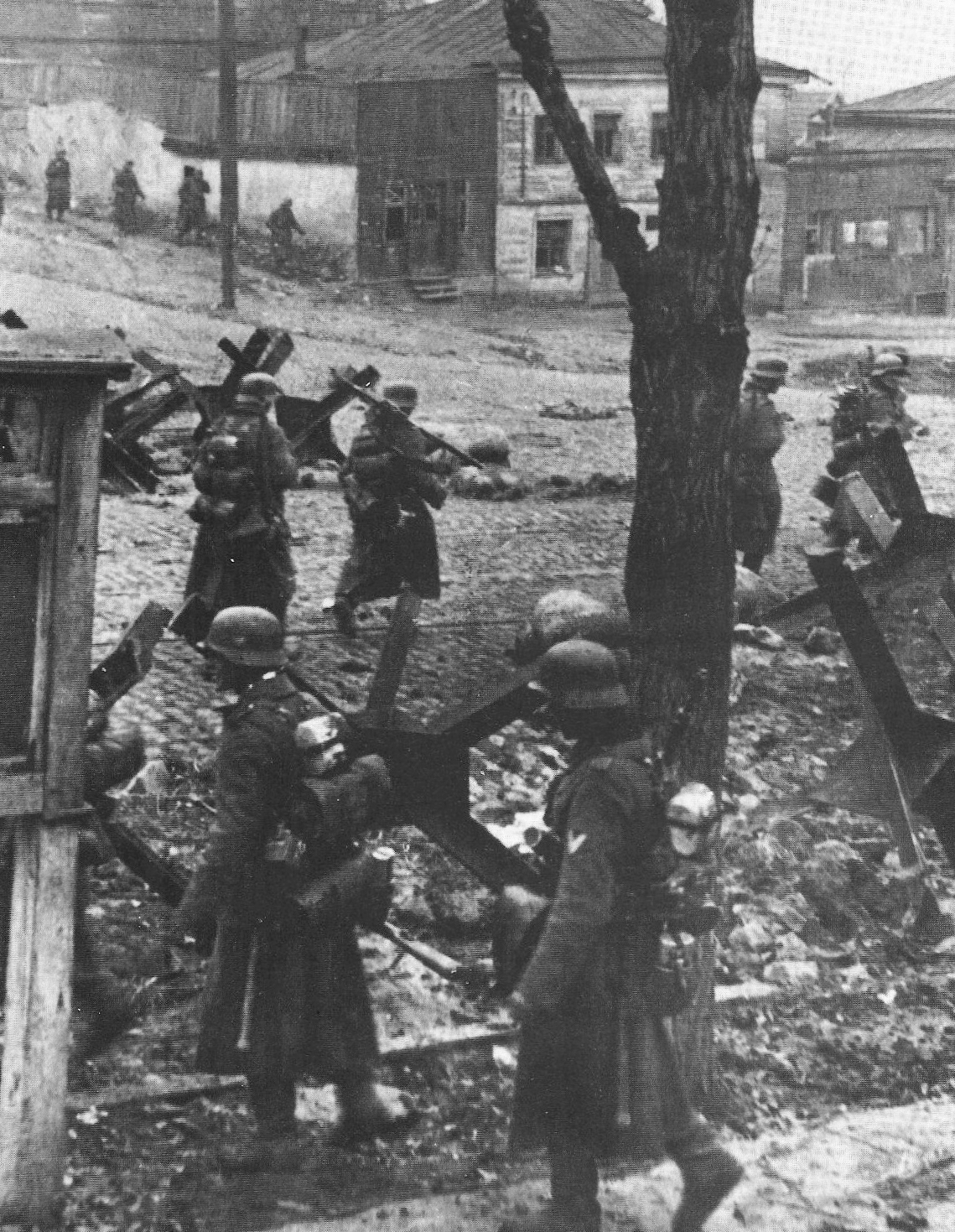
Troepen van de 57e Infanteriedivisie in Charkov

Op 24 oktober rukte de 57e Infanteriedivisie, samen met het vanuit het noorden komende 17e Legerkorps, de stad binnen. De korpscommandant, General Vierow, werd stadscommandant van Charkov. Op 27 december werd het korps haastig overgebracht naar Maloarchangelsk in het gebied ten noordoosten van Koersk, waar op 25 december de stad Liwny verloren was gegaan door een Sovjet-tegenoffensief.

### 1942
Het korps, onder bevel van het 2e Leger, bevond zich in het voorjaar van 1942 in het gebied ten oosten van Maloarchangelsk in defensieve/stelling gevechten met het 13e Sovjet-leger (generaal Puchov). In juni 1942 viel het korps onder Armeegruppe von Weichs. Het korps drong aan het begin van het zomeroffensief op de noordelijke vleugel van het 2e Leger weer door tot kort voor Liwny, liep toen vast en ging over tot een stelling-oorlog. In juli 1942 waren onder bevel de 45e, 95e, 299e en 383e Infanteriedivisies. Het korps stond op dat moment als de linkervleugel van het 2e Leger precies op de grens van Heeresgruppe Mitte en Heeresgruppe B en hield de verbinding met het 35e Legerkorps van het 2e Pantserleger in stand.

### 1943
Tijdens de Voronezh–Kastornoye Operatie stak het Sovjet 60e Leger de Tim over en bezette het kleine stadje Tim op 4 februari 1943. Het Sovjet 13e Leger brak door de Duitse linies ten zuiden van Maloarchangelsk en creëerde een 50 km brede opening. De Duitse 45e Infanteriedivisie werd teruggeduwd ten noorden van de Sosna-rivier. Het noordwaarts geduwde korps werd daarom op 4 februari onder bevel van het 2e Pantserleger  van Heeresgruppe Mitte gebracht. Tijdens de Dmitriev-Sevsk operatie van 22 februari tot 21 maart 1943 was het korps voortdurend verwikkeld in defensieve gevechten met het Sovjet Centraal Front en werd teruggeduwd naar Orel. Op 7 maart 1943 bereikte de opmars van het Sovjet 2e Tankleger een diepte van 60 kilometer. Nu stonden onder bevel de 110e, 134e, 296e en 339e Infanteriedivisies en de 5e Pantserdivisie. Kolonel-generaal Rokossowski concentreerde het 70e leger tevergeefs om het korps in de Orel-boog terug te drukken. Begin april 1943 werd het korps verplaatst naar het noorden naar Brjansk en rond Zhizdra in het front geplaatst. Van 14 juni tot 12 augustus 1943 was het korps betrokken bij de strijd in de boog van Orel en werd het vanaf half juli zwaar aangevallen. Op 16 augustus ging Zhizdra verloren aan het Sovjet 50e Leger, maar gelukkig kon het noordelijk aansluitende 56e Pantserkorps nog het gebied ten noordoosten van Kirov behouden. Op 27 augustus werd het 56e Pantserkorps uit het front genomen en vervangen door het 41e Pantserkorps. Op 25 september moest Roslavl onder druk van de Sovjet 10e Leger ontruimd worden. Samen met het 41e Pantserkorps werd het korps teruggeworpen op het gebied rond Krichev. Op 6 oktober 1943 was het korps terug achter de Desna en nog verder achter de Sozh teruggedrongen, met op dat moment onder bevel de Kampfgruppe 268e Infanteriedivisie, delen van de 36e en 321e Infanteriedivisies en de massa van de 110e, 211e en 296e Infanteriedivisies. Tegen december was het korps zelfs teruggedrongen tot de Dnjepr bij Rogatchov.

### 1944

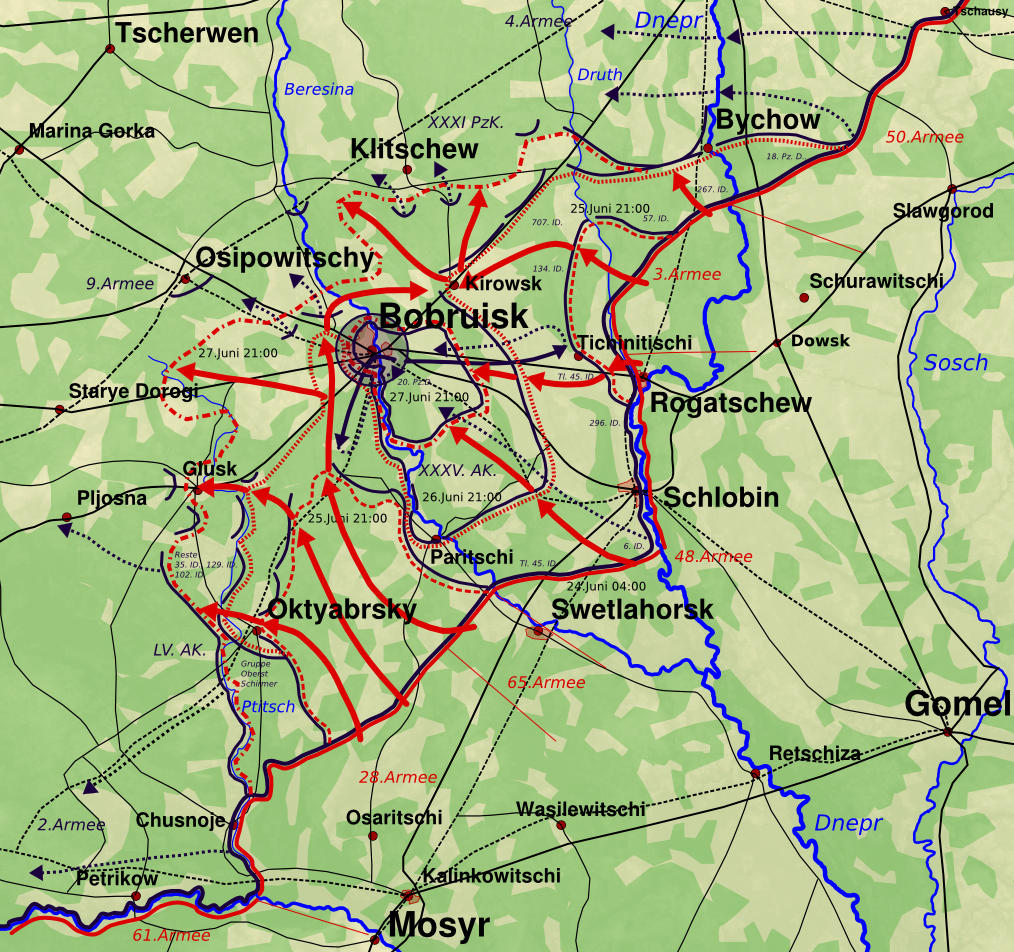
Operatie Bagration – Bobruisk-pocket

In deze positie bleef het korps tot april 1944. Eind maart 1944 waren onder bevel de 134e en 296e Infanteriedivisies en de 20e Pantserdivisie. In april 1944 kreeg het korps het gebied ten zuiden van Bobruisk met de frontlinie vóór de Pripjat rond Petrikov toegewezen met de 102e  en 292e Infanteriedivisies onder bevel. Daar vormde het korps op 22 juni, bij het begin van Operatie Bagration, de rechtervleugel van het 9e Leger. Het korps werd daar aangevallen door de Sovjet 61e en 65e Legers. Het korps kwam gelukkig niet terecht in de Bobruisk-pocket, maar werd wel bedreigd aan zijn linkerflank. In de terugtocht-gevechten naar de Ptsich door het moerassige Pripjat gebied, via Starobin en Luninec naar Sloetsk, werden zware verliezen geleden door vijandelijke partizanen groepen. Begin juli was het korps terug in Bialystok, waar op dat moment onder bevel stonden de 28e Jäger-divisie, de 367e Infanteriedivisie, de 12e Pantserdivisie en de resten van de 20e Pantserdivisie.  Vervolgens trok het korps terug naar Łomża, maar deze plaats moest op 13 september ontruimd worden vóór het 121e Infanteriekorps van het Sovjet 3e Leger (generaal AV Gorbatov). Het nieuwe front werd gevestigd op de noordelijke Narew-oever onder in het nieuw gevormde Duitse 4e Leger. In november 1944 was het korps in stelling zuidelijk van Kolno aan de Narew en kreeg de nieuw opgerichte 547e en 562e Volksgrenadier divisies toegewezen. Linkerbuur was het 27e Legerkorps en rechterbuur het 20e Legerkorps.

### 1945
Op 13 januari 1945 lanceerde het Rode Leger het Oost-Pruisenoffensief. Als onderdeel daarvan zette het 50e Sovjet-Leger, onder het 2e Wit-Russische Front, de aanval in op het 55e Legerkorps. Het korps beschikte op deze datum over de 203e Infanteriedivisie en de 547e en 562e Volksgrenadierdivisies. Het korps kon zijn front redelijk behouden, maar op 18 januari ging Mława verloren, waardoor de positie van de zich staande houdende rechtervleugel van het 4e Leger (het 55e Legerkorps) onhoudbaar werd. De terugtocht van het korps vond plaats tot eind januari door Mazurië op Bartenstein. Het nog intacte korps kwam in februari in reserve. Korpscommandant General Chill werd op 23 maart aangesteld als Festungs-Kommandanten Pillau met de staf van het korps. Pillau werd door de Sovjets veroverd op 25 april 1945. Daarmee had het korps opgehouden te bestaan.

## Bovenliggende bevelslagen
| Leger              | Legergroep         | Plaats/regio                        | Begin            | Eind             |
| ------------------ | ------------------ | ----------------------------------- | ---------------- | ---------------- |
| --                 | BdE                | Heimat                              | 6 januari 1941   |                  |
| 2. Armee           | Heeresgruppe C     | Heimat                              | 1 februari 1941  |                  |
| 11. Armee          | Heeresgruppe C     | Heimat                              | 1 april 1941     |                  |
| 6. Armee           | Heeresgruppe A     | Generalgouvernement                 | 29 april 1941    |                  |
| 6. Armee           | Heeresgruppe Süd   | Boeg, Zhitomir, Kiev                | 22 juni 1941     | 9 augustus 1941  |
| Gr. v. Schwedler   | Heeresgruppe Süd   | Zhitomir, Kiev                      | 10 augustus 1941 | 25 augustus 1941 |
| XXIX. Armeekorps   | Heeresgruppe Süd   | Kiev                                | 25 augustus 1941 | 26 augustus 1941 |
| 17. Armee          | Heeresgruppe Süd   | Kiev                                | 26 augustus 1941 | 5 oktober 1941   |
| 6. Armee           | Heeresgruppe Süd   | Poltava, Charkov                    | 5 oktober 1941   | 27 december 1941 |
| 2. Armee           | Heeresgruppe Mitte | Koersk                              | 27 december 1941 | 15 januari 1942  |
| 2. Armee           | Heeresgruppe Süd   | Koersk                              | 15 januari 1942  | 9 juli 1942      |
| 2. Armee           | Heeresgruppe B     | Livny                               | 9 juli 1942      | 4 februari 1943  |
| 2. Panzerarmee     | Heeresgruppe Mitte | Orel                                | 4 februari 1943  | 15 augustus 1943 |
| 9. Armee           | Heeresgruppe Mitte | Kirov, Rosslavl, Rogatchov, Pripjat | 15 augustus 1943 | 29 juni 1944     |
| 2. Armee           | Heeresgruppe Mitte | Pripjat, Narew                      | 29 juni 1944     | augustus 1944    |
| 4. Armee           | Heeresgruppe Mitte | Oost-Pruisen                        | augustus 1944    | februari 1945    |
| direct onder bevel | Heeresgruppe Nord  | Oost-Pruisen                        | februari 1945    |                  |
| 2. Armee           | Heeresgruppe Nord  | Oost-Pruisen                        | maart 1945       | 7 april 1945     |
| Armee Ostpreußen   | OKH                | Oost-Pruisen, Pillau                | 7 april 1945     | 25 april 1945    |

## Commandanten

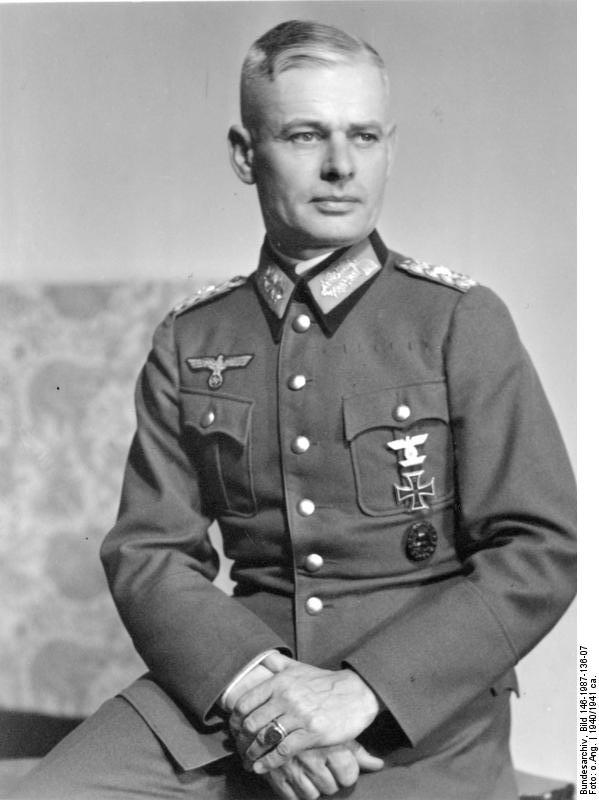
General Erwin Vierow

| Rang                   | Naam                      | Begin            | Eind             |
| ---------------------- | ------------------------- | ---------------- | ---------------- |
| General der Infanterie | Erwin Vierow              | 6 januari 1941   | 13 februari 1942 |
| Generalmajor           | Rudolf Freiherr von Roman | 14 februari 1942 | 9 maart 1943     |
| General der Infanterie | Erich Jaschke             | 10 maart 1943    | 5 oktober 1943   |
| General der Infanterie | Friedrich Herrlein        | 6 oktober 1943   | januari 1944     |
| General der Infanterie | Horst Großmann            | januari 1944     | mei 1944         |
| General der Infanterie | Friedrich Herrlein        | mei 1944         | 5 februari 1945  |
| Generalleutnant        | Kurt Chill                | 5 februari 1945  | 25 april 1945    |